# 單位成本
單位成本（英語：Unit cost）是公司生產、儲存或銷售特定產品的一個單位所產生的价格，包括生產中涉及的所有固定成本和所有變動成本。單位成本是衡量生產或服務量的一種形式。